# 尹健次
尹 健次（ユン・コォンチャ、윤 건차、1944年 - ）は、在日朝鮮人2世の政治学者・思想史家、神奈川大学名誉教授。近代日朝関係史、思想史専攻。

## 来歴
京都府出身。京都大学卒業。東京大学大学院博士課程修了。1981年「朝鮮近代教育の思想と構造」で教育学博士。2015年3月まで神奈川大学外国語学部教授。在日総合誌『抗路』編集者。

## 著書
- 朝鮮近代教育の思想と運動 東京大学出版会 1982.12
- 異質との共存 戦後日本の教育・思想・民族論 岩波書店 1987.3
- 孤絶の歴史意識 日本国家と日本人 岩波書店 1990.8
- きみたちと朝鮮 1991.6（岩波ジュニア新書）
- 「在日」を生きるとは 岩波書店 1992.11 「「在日」を考える」平凡社ライブラリー
- 民族幻想の蹉跌 日本人の自己像 岩波書店 1994.8
- 日本国民論 近代日本のアイデンティティ 筑摩書房 1997.3
- 現代韓国の思想 一九八〇-一九九〇年代 岩波書店 2000.9
- もっと知ろう朝鮮 2001.2（岩波ジュニア新書）
- ソウルで考えたこと 韓国の現代思想をめぐって 平凡社 2003.3
- 思想体験の交錯 日本・韓国・在日1945年以後 岩波書店 2008.7
- 冬の森 詩集 影書房 2009.6
- 民族幻想の蹉跌【岩波人文書セレクション】岩波書店　2011
- 「在日」の精神史1 渡日・解放・分断の記憶 岩波書店 2015.9
- 「在日」の精神史2 三つの国家のはざまで 岩波書店 2015.10
- 「在日」の精神史3 アイデンティティの揺らぎ 岩波書店 2015.11
- 『生と死　ある「在日」の断想』クレイン 2023.4

## 共編
- 戦後日本 占領と戦後改革 全6巻 中村政則、天川晃、五十嵐武士共編 岩波書店 1995